# Gottlieben
Gottlieben is een gemeente en plaats in het Zwitserse kanton Thurgau, en maakt deel uit van het district Kreuzlingen.

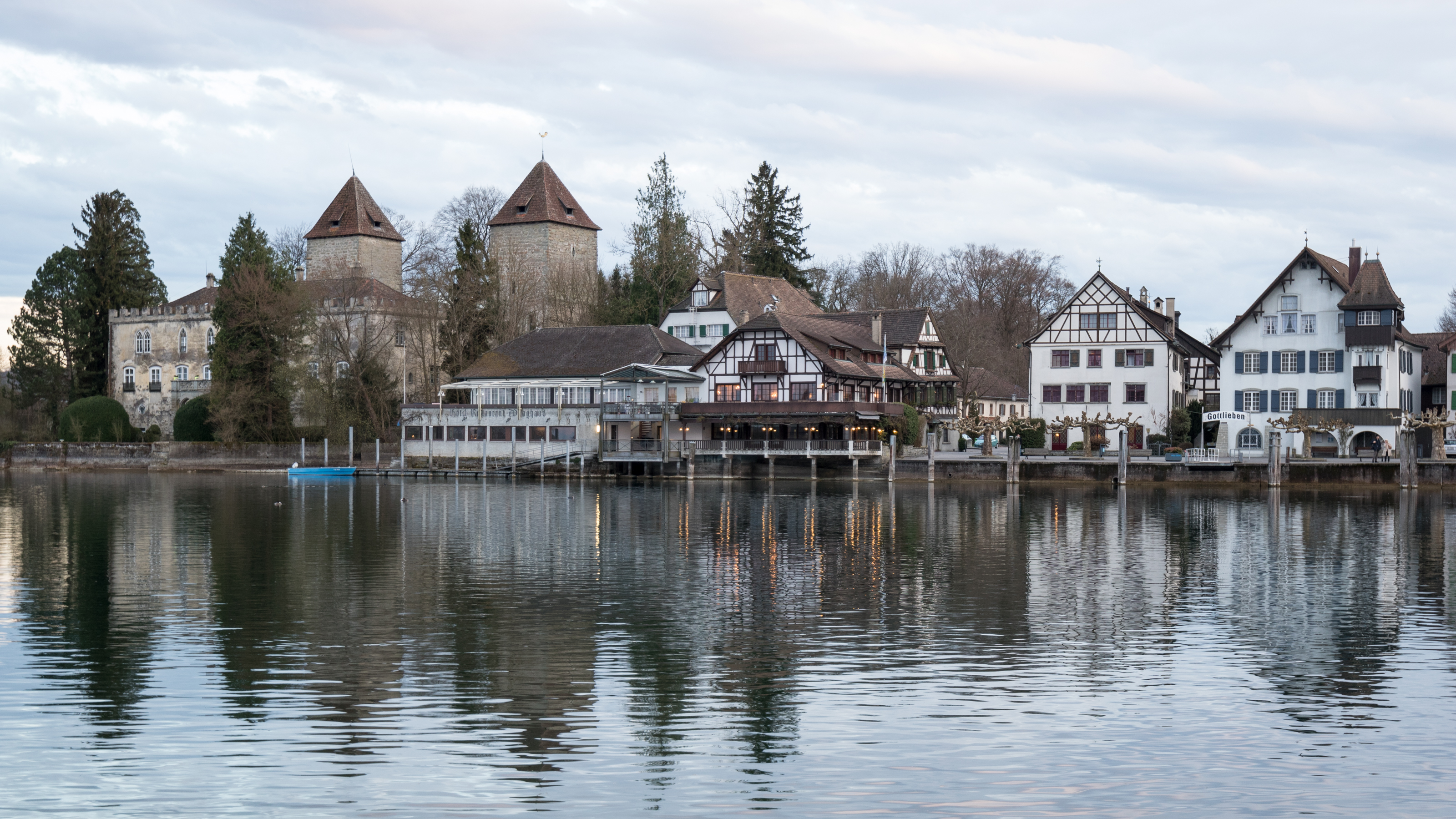
Kasteel en dorp Gottlieben aan de Rijn

Gottlieben telt 327 inwoners.